# Nikolaus Bödige

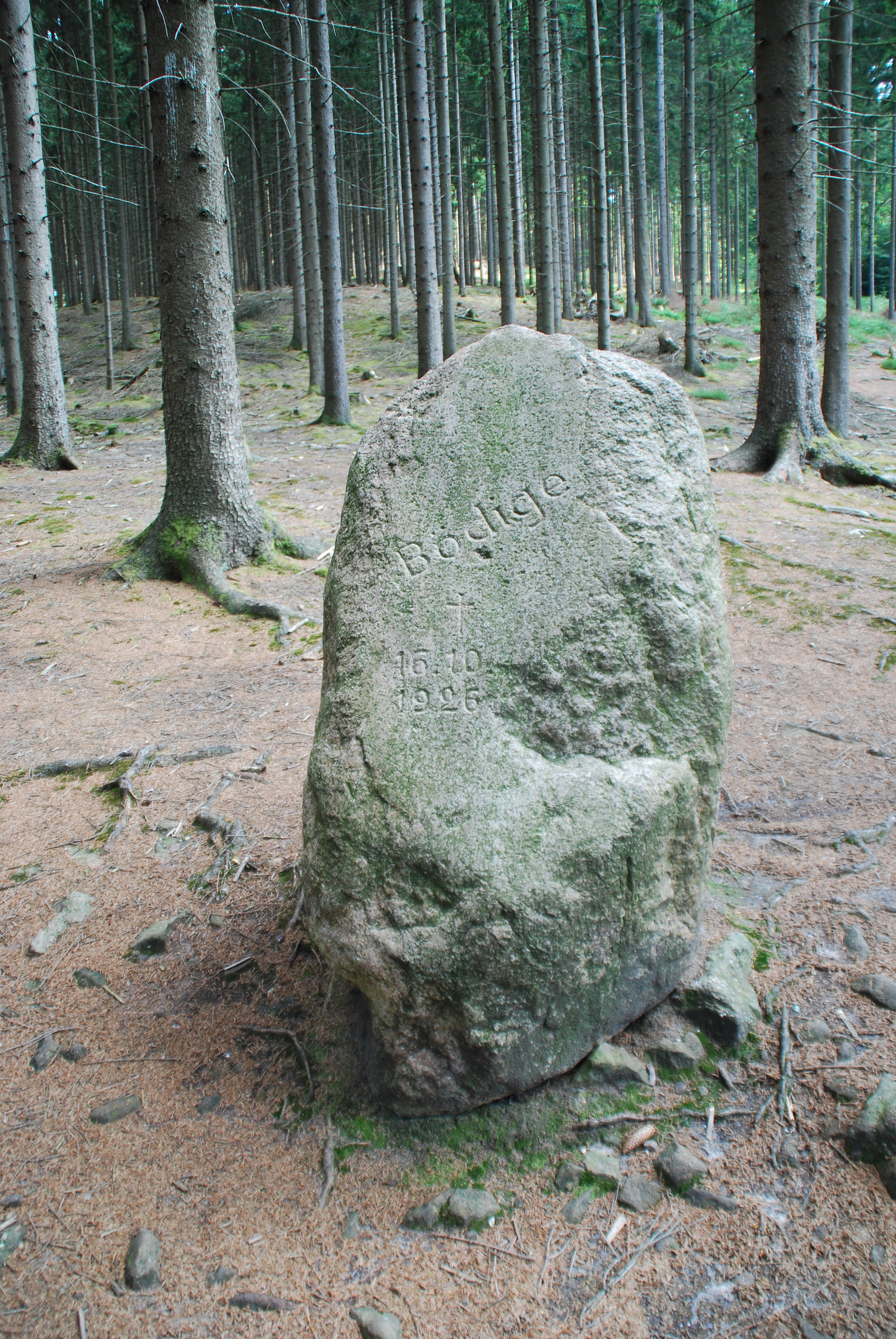
Der Bödigestein im Hüggel. Todesort von Nikolaus Bödige.

Nikolaus Hermann Bödige (* 13. Juni 1859 in Bramsche bei Lingen; † 16. Oktober 1926 im Hüggel bei Ohrbeck) war ein deutscher Lehrer, Natur- und Heimatforscher.
Er entstammt einer Papenburger Kapitänsfamilie, welche in Papenburg-Oberende lebte. Er studierte in Göttingen Mathematik und promovierte zum Dr. phil, später wurde er Gymnasialprofessor. Von 1885 bis 1897 war er in Duderstadt als Gymnasiallehrer beschäftigt, wo er 1897 das Gedicht Mein Duderstadt am Brehmestrand verfasste.
Zum 1. April 1897 wechselte er an das Gymnasium Carolinum nach Osnabrück. Hier unterrichtete er bis 1924.
Von 1878 bis 1901 verfasste er vor allem mathematische Publikationen, später zahlreiche Heimat- und Naturkundliche Schriften aus dem Osnabrücker Land.
Besonders die Geologie und Flora des Hüggels wurden einer seiner literarischen Schwerpunkte.
Während einer seiner Lehrwanderungen erlag er am 16. Oktober 1926 oberhalb des Kielmannsegge-Schachtes im Hüggel einem Herzschlag.
Er wurde auf dem Heger Friedhof in Osnabrück beerdigt.
Der Bödigestein wurde an seinem ersten Todestag 1927 vom Verschönerungs- und Wanderverein von 1835 e.V. aufgestellt. Zu diesem Zeitpunkt war Nikolaus Bödige so bekannt, dass die bloße Inschrift Bödige † 16.10.1926 genügte. Am 80. Todestag wurde vom Heimat- und Kulturverein Hasbergen am Stein eine kleine Infotafel angebracht. Seine Publikationen trugen nach seinem Tode bei der Anlegung des Friesenwegs bei.
In Papenburg wurde später eine Straße nach ihm benannt.

## Publikationen
- 1906: Hüggel und Silberberg. Ein historisch-geologischer Beitrag zur Landeskunde von Osnabrück. - Beilage Jahresbericht Gymnasium Carolinum Osnabrück; Osnabrück. (Buchdruckerei der Osnabrücker Volkszeitung)
- 1907: Osnabrücker Tourenbuch.-Osnabrück, 2. Aufl. 1911, 5. Aufl. 1937, 6. Aufl. 1956.
- 1920: Natur- und Geschichtsdenkmäler des Osnabrücker Landes: Ein Beitrag zur Förderung der Heimatkunde und Denkmalpflege. -112 S., 20 Abb.; Pillmeyers Verlag, Osnabrück.
- 1925: Versteinerte Fische im Kupferschiefer des Hüggels.